# 이말년
이말년(李秉鍵, 1983년 12월 5일~)은 대한민국의 웹툰 작가, 인터넷 방송인이다. 웹툰 작가로서의 활동명은 이말년이고 인터넷 방송 활동명은 침착맨이다. 2009년 데뷔하였으며, 웹툰 작가로 《이말년씨리즈》, 《이말년 서유기》 등을 연재하였다.

## 웹툰 데뷔 전까지

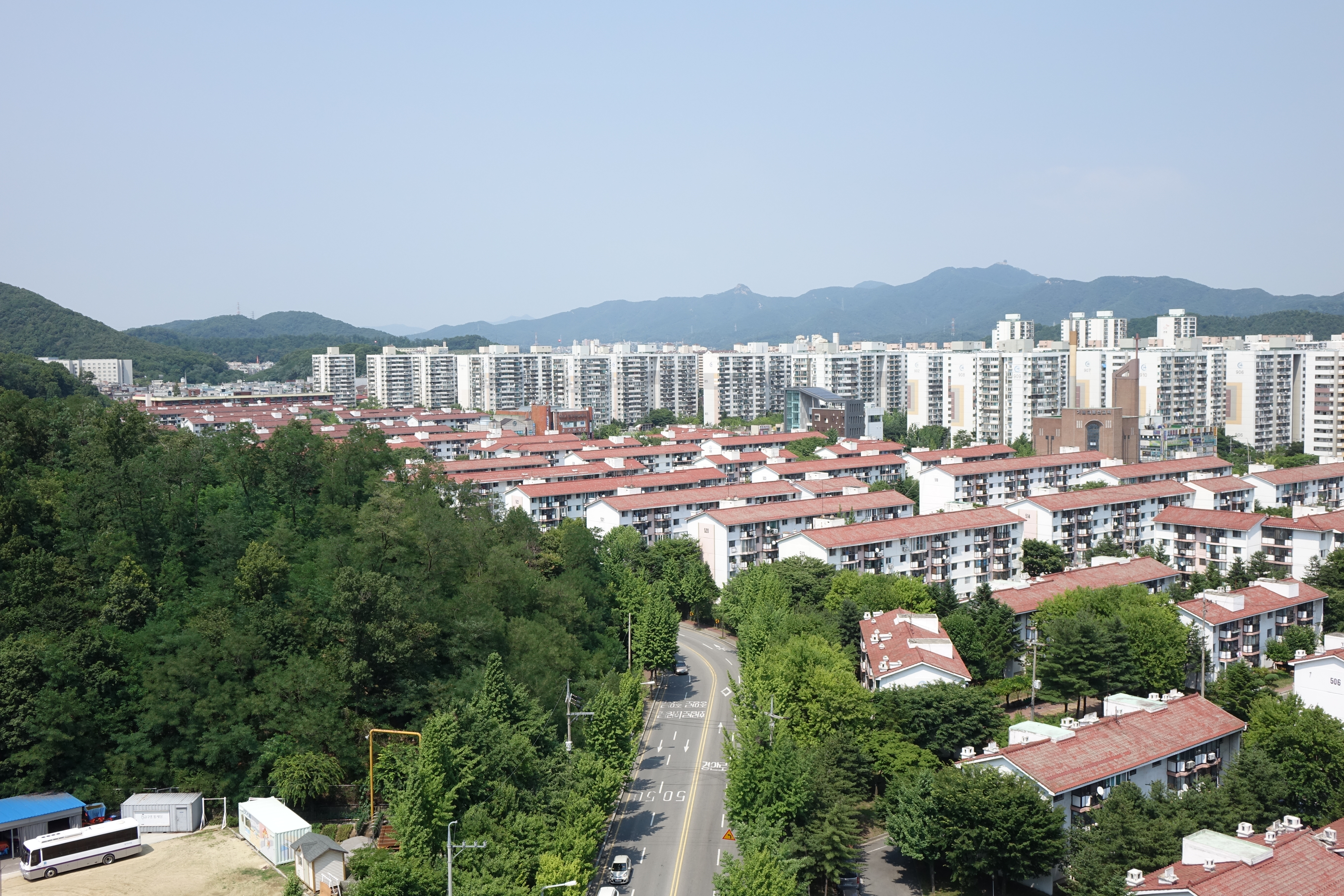
이말년 작가가 자란 안산시 고잔동

본관은 경주이며, 1983년 12월 5일에 전라북도 전주시에서 출생했다. 익산시에서 초등학교를 다니다가 안산으로 이주하여 고잔초등학교, 성포중학교, 안산동산고등학교를 졸업했다. 어린 시절 그다지 튀지 않는 아이였다고 한다.
활발하지 않았어요. 조용하고, 튀지 않는 성격이었어요. 물론 노트에 그림도 많이 그렸었고요. 잘 그리지는 못했지만요. 반에 한 명씩 있는 그림 잘 그리는 친구들 있잖아요. 그런 친구들이 너무 부러웠던, 그런 학생이었어요.— 인터뷰

고등학교 2학년 때 미술대학에 들기 위해 미술학원을 다녔다. 2002년 단과대 차석, 과 수석으로 건국대학교 글로벌캠퍼스 시각광고디자인과에 입학했다. 그러나 생각과 달리 시각광고디자인과에서는 그림 그리는 과목이 없었다. 군역을 필하고 2005년 2학기 복학하지만 학과 공부에 재미를 붙이지 못하여 2006년 1년을 휴학하다가 4학년 1학기에 복학했다.

## 경력

### 웹툰 작가로서
대학 4학년 2학기 당시 디시인사이드 카툰연재갤러리에서 조금씩 올리던 단편을 주목하여 야후에서 제의가 들어왔다. 받아들여 웹툰을 그렸지만 한달에 50만원의 낮은 월급이었다. 그래서 웹툰을 그리면서 동시에 밤에 DVD방 알바를 했다. 디시인사이드에 올린 만화들은 단편 형식으로서 한편 한편이 외따른 작품이었지만 연재가 정해지면서 이것들을 한데 묶어 《이말년씨리즈》라 이름붙였다 한다. 필명 이말년은 넷상에서 쓰던 닉네임으로 군대에서 쓰는 그대로 젊을 때부터 편하게 살고 싶다는 뜻. 연재를 진행하면서 연재처는 야후에서 네이버로 옮겨졌다.
2012년 12월 25일 〈본격산타만화 산타학교〉편을 마지막으로 《이말년씨리즈》를 완결했다. 이듬해 2013년 《이말년 서유기》의 연재를 시작했다. 동시에 피키캐스트에서 《이말년 수필》도 연재하여 2중 연재를 진행했으나 몸이 남아나지를 못해서 《수필》은 포기했다.

### 유튜버 및 스트리머로서
다음팟에서 스트리머를 처음 시작했다. 스트리머 이름은 침착맨. 혼자서만 게임을 하다 지겨워지니, 여럿이서 얘기하면서 해보면 어떨까 싶어서 시작한 것이 시초였다고 한다. 원래는 웹툰을 그리다 쉬려고 하는 식이었다. 이후 시청자 폭이 더 넓었던 아프리카TV로 플랫폼을 옮겨 방송했다. 2015년 9월경 트위치의 대규모 영입에 합류하여 다시금 방송처를 옮겼다. 트위치가 서비스를 중단한 현재는 치지직과 아프리카TV, 유튜브에서 생방송을 동시 송출하고 있다.
현재 개인 유튜브 채널도 운영하고 있다. 2024년 11월 30일 기준으로 구독자 수는 '침착맨' 채널이 266만 명, '침착맨 플러스' 채널이 77만 명, '침착맨 원본 박물관' 채널은 40.9만 명이다.

### 그 밖에
같은 웹툰 작가 주호민과 팀을 이루어 MBC 편성의 《주호민‧이말년의 침착한 주말》에 출연하게 되었다. 2019년 3월 31일 첫 방송.
위 방송의 시즌 2로서 MBC에서 《주X말의 영화》를 편성 방영했다. 2019년 10월 19일 첫 방송. 동방송에서 이병건, 주호민은 영화제작자로서 활동하여 시나리오를 선장하고 감독배우를 섭외하는 등 영화 제작과정의 제반을 거쳐 《이말년씨리즈》의 에피소드 〈잠 은행〉을 영화화한다. 감독은 신우석, 배우는 박희순, 양동근, 김소혜 등. 2019년 12월 4일 유튜브 MBC엔터테인먼트 채널에서 선공개.

## 가족
2011년 11월 27일 일러스트레이터 김나영(1982년생)과 결혼했다. 2012년 12월, 둘 사이에서 딸 이소영이 태어났다.
여동생인 이세화(1986년생)는 통닭천사라는 예명으로 트위치 스트리머로 활동한다.

## 주요 작품
- 《이말년씨리즈》(2009년 1월~2012년 2월 25일, 단행본 출판)
- 《이말년 서유기》(2013년 12월 5일~2016년 9월 1일, 전125화, 단행본 출판)
- 《이말년 수필》(2015년 8월 17일~2016년 1월 25일, 전24화)
- 《이말년씨리즈 2018》(2018년 1월 18일~2018년 8월 29일)

## 방송 프로그램

### 라디오
| 연도   | 제목                     | 채널       | 비고                                          |
| ------ | ------------------------ | ---------- | --------------------------------------------- |
| 2011년 | 《유희열의 라디오 천국》 | KBS 제2FM  | 게스트                                        |
| 2018년 | 《배성재의 텐》          | SBS 파워FM | 토요일 고정게스트(2018년 12월 22일까지)       |
| 2019년 | 《배성재의 텐》          | SBS 파워FM | 4월 2일~4일간 배성재 아나운서의 대타 DJ       |
| 2019년 | 《배성재의 텐》          | SBS 파워FM | 금요일 고정게스트                             |
| 2020년 | 《배성재의 텐》          | SBS 파워FM | 토요일 고정게스트                             |
| 2021년 | 《배성재의 텐》          | SBS 파워FM | 토요일 고정게스트                             |
| 2022년 | 《배성재의 텐》          | SBS 파워FM | 2월 12일~2월 13일간 배성재 아나운서의 대타 DJ |

### 텔레비전 프로그램
- 2016년 JTBC 비정상회담(게스트)
- 2016년 MBC 《무한도전》- 릴레이툰(게스트)
- 2019년 E Channel 내 형제의 연인들(고정출연)
- 2020년 KBS 《그놈이 그놈이다》- 이작가(특별출연)
- 2022년 TVN 유 퀴즈 온 더 블럭(게스트,일일MC)
- 2022년 MBC 놀면 뭐하니?(게스트,일일MC)

### 웹예능
- 2021년 유튜브 라면꼰대1(게스트)
- 2022년 유튜브 라면꼰대2(게스트)
- 2022년 유튜브 라면꼰대3(게스트)
- 2023년 유튜브 라면꼰대4(게스트)
- 2023~2024년 유튜브 라면꼰대5(게스트)
- 2024년 유튜브 소통의 神(게스트)